# 1640年代
| 千纪： | 2千纪                                                                                            |
| 世纪： | 16世纪 \| 17世纪 \| 18世纪                                                                       |
| 年代： | 1610年代 \| 1620年代 \| 1630年代 \| 1640年代 \| 1650年代 \| 1660年代 \| 1670年代                 |
| 年份： | 1640年 \| 1641年 \| 1642年 \| 1643年 \| 1644年 \| 1645年 \| 1646年 \| 1647年 \| 1648年 \| 1649年 |

## 大事记
- 1642年，英国内战，1649年处死查理一世 (英格兰)国王。
- 1644年，明末民变李自成占领北京，崇祯帝自杀，清军入关，清朝开始建立在全中国的统治。
- 1648年，三十年战争结束，签订威斯特伐利亚条约。

## 出生
- 艾萨克·牛顿（1643年）

## 逝世
- 清太宗（1643年）
- 崇祯帝（1644年）
- 李自成、弘光帝（1645年）
- 张献忠、隆武帝（1646年）
- 夏完淳（1647年）
- 查理一世 (英格兰)（1649年）